# Christian Friedrich von Bartholdi
Christian Friedrich Bartholdi, seit 1699 von Bartholdi, seit 1703 Freiherr, (* 10. Dezember 1668 Berlin; † 28. August 1714 ebd.) war ein brandenburg-preußischer Diplomat und Rechtsgelehrter.

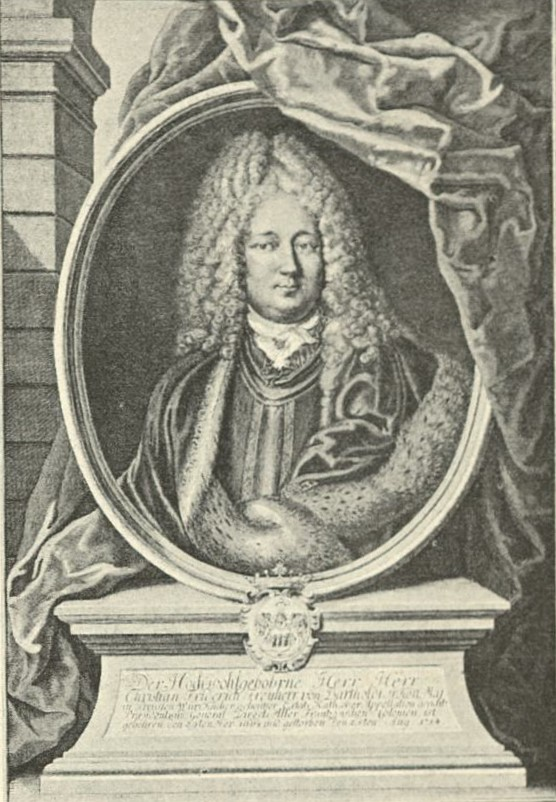
Johann Georg Wolfgang: Christian Friedrich von Bartholdi

## Leben

### Familie
Christian Friedrich Bartholdi entstammte einer bürgerlichen Familie. Seine Eltern waren der Geheime Hof- und Amtskammerrat sowie Bürgermeister in Cölln Christian Friedrich Bartholdi (1644–1707) und Anna Margarete, geborene Cost. Ein Bruder war der preußische Wirkliche Geheime Rat und Regierungspräsident von Halberstadt Friedrich Heinrich von Bartholdi, Freiherr von Mikrander (1677–1730). Ein zweiter Bruder war Wilhelm von Bartholdi († 1707), Geheimer Sekretär und Kammergerichtsprotonotar und Bürgermeister in Cölln. Christian Friedrich von Bartholdi vermählte sich 1704 Sophia von Butt, einer Tochter des preußischen Rats und Wirklichen Geheimen Kriegssekretärs Folchard von Butt. Seine Ehe war, wie die seiner zuvorgenannten Brüder, kinderlos geblieben.

### Werdegang
Bartholdi trat 1690 in die juristische Laufbahn ein und wurde Kammergerichtsrat. Seit 1698 hatte er den Residentenposten am Kaiserlichen Hof in Wien inne, wo er bis 1703 insbesondere mit den Verhandlungen um die Annahme der Königswürde Friedrichs III. von Brandenburg befasst war. Bereits am 20. Februar 1699 erhielt er in Wien in den Adelsstand, was in Brandenburg am 1. Januar 1700 anerkannt wurde. Die Erhebung in den Reichsfreiherrnstand erfolgte ebd. am 15. Dezember 1703 und war eng mit seinem oben genannten Bruder verknüpft. Am 24. Mai 1705 wurde Bartholdi Wirklicher Geheimer Rat, 1706 Präsident des neu errichteten Berliner Oberappellationsgerichtes, des Collegium Medicinum, sowie Generaldirektor aller französischer Kolonien und des Armenwesens.
Bartholdi, inzwischen preußischer Geheimer Staatsminister, war auch mit der Verbesserung des Justizwesens beauftragt und unterbreitete 1711 eine Reihe von Reformvorschlägen, deren Durchführung jedoch der Minister Heinrich Rüdiger von Ilgen (1654–1728) verhindert wurde. Erst im Juni 1713 nach dem Regierungsantritt Friedrich Wilhelms I. konnten die erforderlichen Reformen in Umsetzung münden. Bartholdi war es auch, der Samuel von Cocceji (1679–1755) zum Mitglied des Oberappellationsgerichtes beriefen ließ.

## Werke
- Philosophia Principis Pedantismo opposita, Leipzig 1711 (Digitalisat auf Google Books)